# Mount Angavokely
Mount Angavokely is een berg van het type inselberg op 22 kilometer ten oosten van de stad Antananarivo in Madagaskar. De berg heeft een hoogte van meer dan 1760 meter boven de zeespiegel. Aan de oostzijde bevindt zich een gigantische kale rots.
De berg heeft hooggelegen stukken regenwoud en zijn een van de laatste delen van Madagaskar. Het bevat meer dan 120 soorten aan zeldzame en met bedreigde orchideeën.